# شركة مباركه للصلب
شركة مباركه للصلب ، (بالفارسية: فولاد مبارکه) هي شركة إيرانية للصلب، تقع في 65  كم جنوب غرب أصفهان ، بالقرب من مدينة مباركية ، أصفهان ، إيران. وهي أكبر صانع للصلب في منطقة الشرق الأوسط وشمال إفريقيا ، وواحدة من أكبر المجمعات الصناعية العاملة في إيران. تم تشغيل الشركة بعد الثورة الإيرانية في عام 1979 وبدأت عملياته خلال عام 1993. خضع لعملية تجديد كبيرة خلال عام 2000 ، ومن المقرر أن يتم تجديده الثاني والثالث في 2009-2010 ، ليصل إجمالي إنتاج الصلب إلى 7,200,000 طن متري في السنة. تمتلك الشركة نادي سيباهان الناجح لكرة القدم. 
فولاد مباركة اليوم ليس فقط من الركائز الرئيسية لصناعة الصلب في إيران، بل إنه من خلال سياساته التنموية، يعمل على تثبيت مكانته في الأسواق الدولية وتعزيز سلسلة القيمة لصناعة الصلب.
تم فرض على الشركة عقوبات من قبل الولايات المتحده بسبب دعم الإرهاب

## منتجات
تتكون منتجات الشركة من لفائف ولفائف مدرفلة على الساخن والبارد، ولفائف مخللة، ولفائف شريطية ضيقة، وألواح صفيح ولفائف مجلفنة، ولفائف وبلاطات مسبقة الدفع. يتم إنتاج هذه المنتجات وفقًا للمعايير الوطنية والدولية. إنها تلبي احتياجات الصناعات المختلفة مثل: السيارات، والأجهزة المنزلية، وصنع الأنابيب، وأوعية الضغط، والمواد الغذائية، والمواد الكيميائية والتعبئة الطبية، والبناء، والنقل، والصناعات البحرية، ومعدات المعادن الثقيلة.

## المساهمين
1- منظمة تطوير وتجديد المناجم والصناعات المعدنية الإيرانية
2-شركة رعاية تنمية رأس المال - مساهمة خاصة
3-البنك التجاري
4-شركة صدرا تامين للاستثمار - مساهمة عامة
5- صندوق التأمينات الاجتماعية الريفية والبدوية
6- شركة استثمار محافظة طهران
7- شركة بهزازان تدبير زنجان للطاقة - مساهمة خاصة
8- شركة استثمار محافظة خراسان الرضوي
9- صندوق التقاعد الوطني
10- شركة سابا كابيتال للتطوير والإدارة - مساهمة خاصة
11- شركة استثمار محافظة خوزستان
12-شركة الاتدبیرکران الاقتصاد الأوراسي

## وصلات خارجية
- الموقع الرسمي
- التقرير السنوي لمباركية ستيل 2005-2006